# Ekliptisk latitud
Ekliptisk latitud och ekliptisk longitud är koordinater som kan användas för att definiera positionen hos ett astronomiskt objekt på stjärnhimlen i det ekliptiska koordinatsystemet. I detta system är stjärnhimlen indelad i två hemisfärer av ekliptikans plan. Från jordens perspektiv rör sig solen i ekliptikan och har alltid en ekliptisk latitud på 0. 
Den ekliptiska latituden är vinkeln nord eller syd om ekliptikan, precis som latitud på jorden avser position nord eller syd om ekvatorn. Planeter och många andra objekt i solsystemet tenderar ha en låg ekliptisk latitud. Det finns ingen uppenbar punkt på ekliptikan för att representera longitud noll, därför har punkten för vårdagjämningen valts ut. Den ekliptiska longituden avgörs därmed av vinkeln österut mellan denna punkt och objektet.
Ekliptiska koordinater används ofta för att beskriva positionen av olika objekt i solsystemet sett från jorden. När det till exempel anges en latitud och longitud för Mars i en almanacka avses de ekliptiska koordinaterna.